# قائمة الدول المتخذة الروسية لغة رسمية

انتشار اللغة الروسية في العالم.

هذه قائمة بالدول والمناطق التي تعدّ اللغة الروسية لغة رسمية لها، ولكنها قد لا تكون بالضرورة اللغة الرسمية الوحيدة في عدد من هذه الدول.

## دول مستقلة
| الترتيب | البلد         | تعداد السكان |
| ------- | ------------- | ------------ |
| 1       | روسيا         | 145,166,731  |
| 2       | كازاخستان     | 14,953,100   |
| 3       | روسيا البيضاء | 10,045,200   |
| 4       | قيرغيزستان    | 4,896,100    |

## مناطق مختلفة
| الترتيب | البلد            | تعداد السكان |
| ------- | ---------------- | ------------ |
| 1       | أبخازيا          | 216,000      |
| 2       | أوسيتيا الجنوبية | 70,000       |
| 3       | ترانسنيستريا     | 537,000      |
| 4       | غاغاوزيا         | 155,700      |
| 5       | جمهورية القرم    | 2,033,700    |

## أخرى
تتمتع اللغة الروسية في دول أخرى بمكانة هامة دون أن تكون لغة رسمية فيها، مثل:
- أرمينيا
- أذربيجان
- إستونيا
- إسرائيل
- جورجيا
- لاتفيا
- ليتوانيا
- مولدوفا
- طاجيكستان
- تركمانستان
- أوكرانيا
- أوزبكستان

## منظمات تعتبر الروسية لغة رسمية
- اتحاد الدول المستقلة
- الوكالة الدولية للطاقة الذرية
- الأمم المتحدة
- منظمة الأمن والتعاون في أوروبا

## وصلات داخلية
- اللغة الروسية
- قائمة دول تعتبر العربية لغة رسمية
- قائمة دول تعتبر البرتغالية لغة رسمية
- قائمة دول تعتبر الفرنسية لغة رسمية
- قائمة دول تعتبر الإنجليزية لغة رسمية
- قائمة دول تعتبر الإسبانية لغة رسمية